# Zubeida Agha
Zubeida Agha née à Faisalabad en 1922 et morte à Islamabad en 1997 est une artiste peintre pakistanaise.
Elle a introduit l'art contemporain au Pakistan en étant la première artiste à exposer sa peinture au public.

## Biographie
Zubeida Agha est née en 1922 à Faislabad, au Pendjab, au Pakistan. Elle est diplômée en philosophie et sciences politiques au Kinnaird College for Women à Lahore. Elle se tourne vers la peinture et s'initie à la peinture classique en suivant les cours de B.C. Sanyal (en) de 1944 à 1946. Elle se familiarise à la peinture contemporaine auprès de Mario Perlingeri, un prisonnier de guerre italien en Inde et ancien élève de Pablo Picasso. La Société des beaux-arts lui décerne le premier prix de peinture moderne en 1946. En 1949, elle expose ses œuvres lors de sa première exposition individuelle à Karachi. En 1950, elle rejoint la Saint Martin School of Art de Londres. En 1951, elle est inscrite à l'École des beaux-arts de Paris. En 1953, elle retourne s'installer au Pakistan. En 1961, elle est nommée directrice exécutive de la galerie d'art contemporain de Rawalpindi et reçoit le President's Award for Pride of Performance (en). En 1997, elle quitte ses fonctions au sein de la galerie d'art de Rawalpindi et s’installe à Islamabad pour se consacrer à sa peinture.

## Carrière
Zubeida Agha est une artiste de premier plan au Pakistan et une pionnière de l'art contemporain dans le pays. Dans les années 1940, elle impose son style et la peinture contemporaine. Sa peinture a d'abord dérouté les critiques d'art et le public, puis les a convaincus. Zubeida Agha est l'une des grandes peintres coloristes de l'histoire de la peinture pakistanaise. La peinture « coloriste » se caractérise par l'utilisation de couleurs intenses. Elle utilise la couleur non seulement pour elle-même, mais également pour conférer à ses images une vérité et une profondeur de signification, en utilisant son imagination pour entraîner le public dans ses réflexions. En novembre 2002, une grande exposition de peintures de Zubeida Agha eut lieu au musée Shakir Ali (en) de Lahore.

## Postérité
Zubeida Agha est souvent qualifiée de porte-flambeau de l'art moderne au Pakistan. Elle est également nommée « la grande dame de l'art pakistanais ».
Son travail est exposé en permanence au Pakistan à Islamabad à la Galerie nationale d'Art du Pakistan (en) et au Conseil national des arts. La Galerie nationale d'Art expose en permanence des œuvres légendaires de l'art visuel pakistanais, qui servent de modèles aux générations futures<.
Une membre des Guerrilla Girls, collectif de défense des artistes femmes et racisées, prend le nom de Zubeida Agha pour ses actions politiques.

## Hommage
Le 14 août 2006, la Poste pakistanaise a publié un livret de 40 feuillets de timbres pour honorer à titre posthume dix peintres pakistanais : Zubeida Agha, Laila Shahzada (en), Askari Mian Irani (en), Ali Imam (peintre) (en), Shakir Ali (artiste) (en), Anna Molka Ahmed, Zahoor ul Akhlaq (en), Ahmed Pervez et Bashir Mirza (en).